# Sword (groupe)
Pour les articles homonymes, voir Sword.
Ne doit pas être confondu avec The Sword (groupe).
Sword est un groupe de heavy metal québécois, originaire de Saint-Bruno, au Québec formé en 1980 et est toujours actif a ce jour.

## Biographie
Sword est formé en 1980, ou au début de 1985 selon d'autres sources, à Saint-Bruno, Québec, par Rick Hughes (chanteur) et son frère Dan Hughes (percussions). Au groupe se sont ensuite joints le guitariste Mike Plant et le bassiste Mike Larocque. Ils signent leur premier contrat commercial avec Aquarius Records. En 1986 et 1987, Sword enregistre deux albums sous l'étiquette Aquarius Records, Metalized et Sweet Dreams, respectivement. Ils font la première partie de Motörhead et d'Alice Cooper et sont ensuite choisis pour assurer la première partie au Québec du spectacle de Metallica lors de leur tournée pour l'album Master of Puppets.
Rick Hughes forme aussi un groupe nommé Saints and Sinners en 1993, avec lequel il enregistre un album du même nom. Le guitariste Stéphane Dufour se joint alors au groupe . En 2006, Aquarius Records sort une compilation intitulée, The Best of Sword. Entretemps, Hughes publie un album solo intitulé Train d'enfer. En 2009, le label Krescendo Records réédite le premier album du groupe, Metalized,.
Le 8 juillet 2011, le groupe remonte sur scène pour la première fois en quinze ans, pour faire un spectacle live à La Baie, au Québec,. Un deuxième concert de réunion est tenu le 10 juillet 2011 à l’Imperial de Québec. En 2012, le groupe participe au festival Keep it True, organisé en Allemagne ainsi que le Heavy MTL. Ils seront de plus en plus actifs à partir de 2016 avec la sortie de l'album Live Hammersmith enregistré en 1987 lors de leurs tournée en support de Motörhead. Ils re-visitent l'Allemagne, cette fois en tête d'affiche du Harder Than Steel Festival en plus d'une série de concerts à guichet fermé à Québec. 2018 verra la sortie de leur troisième album Studio sur l'étiquette Combat Records.

## Membres
- Rick Hughes - chant, clavier (1980–1995, depuis 2011)
- Dan Hughes - batterie (1980–1995, depuis 2011)
- Mike Plant - guitare, clavier (1980–1995, depuis 2011)
- Mike Larock - basse (1980–1995, depuis 2011)

## Discographie

### Autres
- 1988 : The Trouble Is (single)
- 2006 : The Best of Sword (compilation)
- 2016: Live Hammersmith